# Nieuwe Kerk (Utrecht)
De Nieuwe Kerk is een kerk in de Nederlandse stad Utrecht. Het was de eerste kerk in Utrecht die specifiek als Hervormde kerk werd gebouwd, vandaar de naam "Nieuwe" kerk. De andere kerkgebouwen die de Hervormde Kerk tot dan toe in Utrecht in gebruik had waren voormalige katholieke kerken. De Nieuwe Kerk werd gebouwd in 1910 en ontworpen door architect Christiaan Posthumus Meyjes sr.
De eerste predikant van de kerk was van 1910 tot 1916 ds. J.R. Slotemaker de Bruïne, die ook hoogleraar Theologie was aan de Universiteit Utrecht. Slotemaker de Bruïne zou later bekendheid krijgen als lid van de Tweede- en Eerste Kamer voor de CHU en als minister in de kabinetten De Geer I en Colijn II.
De kerk staat in de Bollenhofsestraat 138A in de buurt Wittevrouwen. Naast de Nieuwe Kerk staat aan de ene kant het huis van de koster en aan de andere kant een poort waarachter een wijkgebouw zat (met de naam De Klopper). Daar werden in de jaren 50 en 60 activiteiten voor de jeugd georganiseerd. Op zondag was er op de 1e verdieping zondagsschool vanuit de kerk ernaast.

## Trivia
De Nieuwe Kerk vierde op 26 december 2010 zijn honderdjarig bestaan.

## Fotogalerij

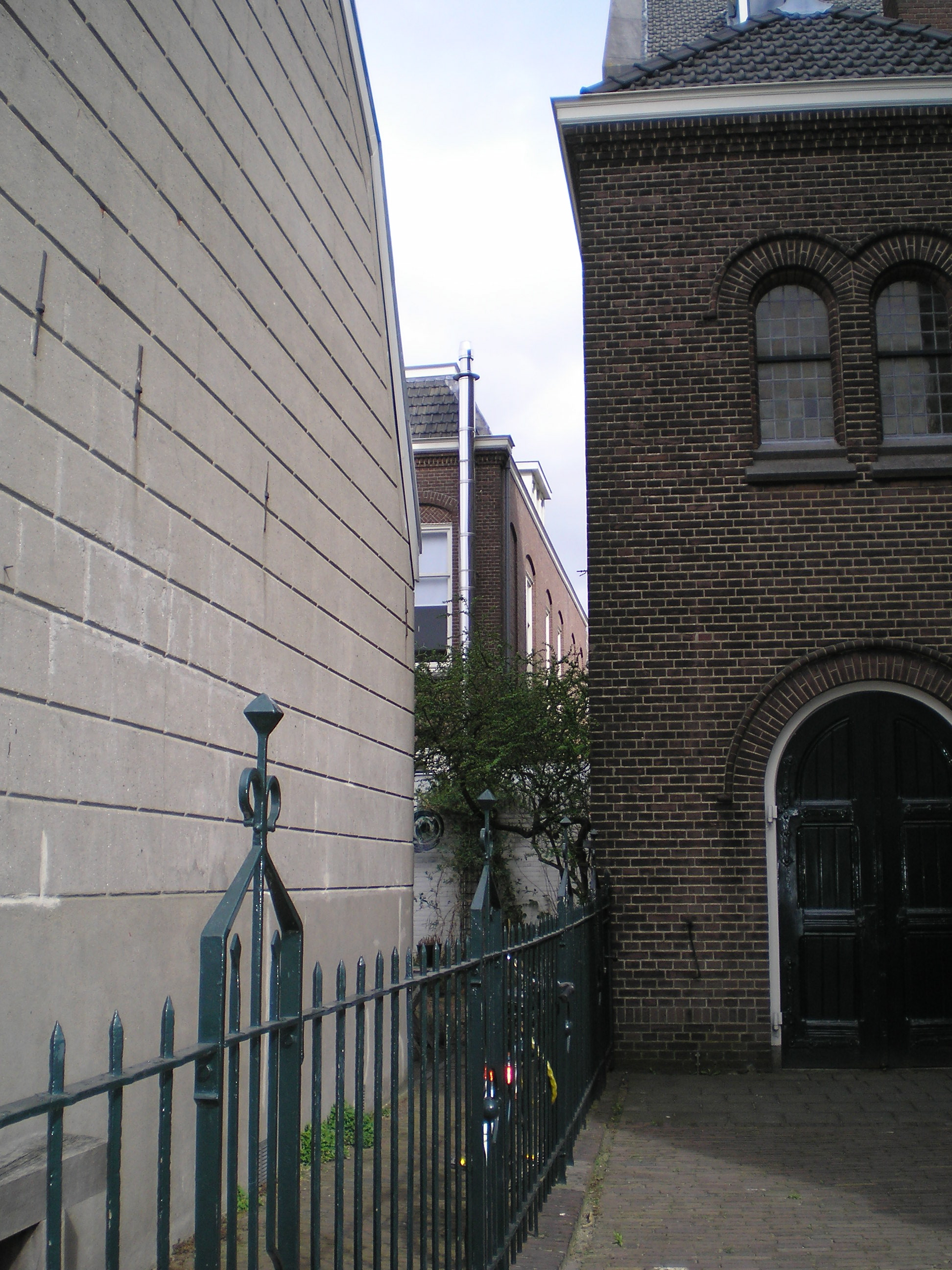
Poort met links de Bollenhofsestraat 136 en rechts de Nieuwe Kerk 138A met links achterin het voormalig clubgebouw De Klopper op nummer 138
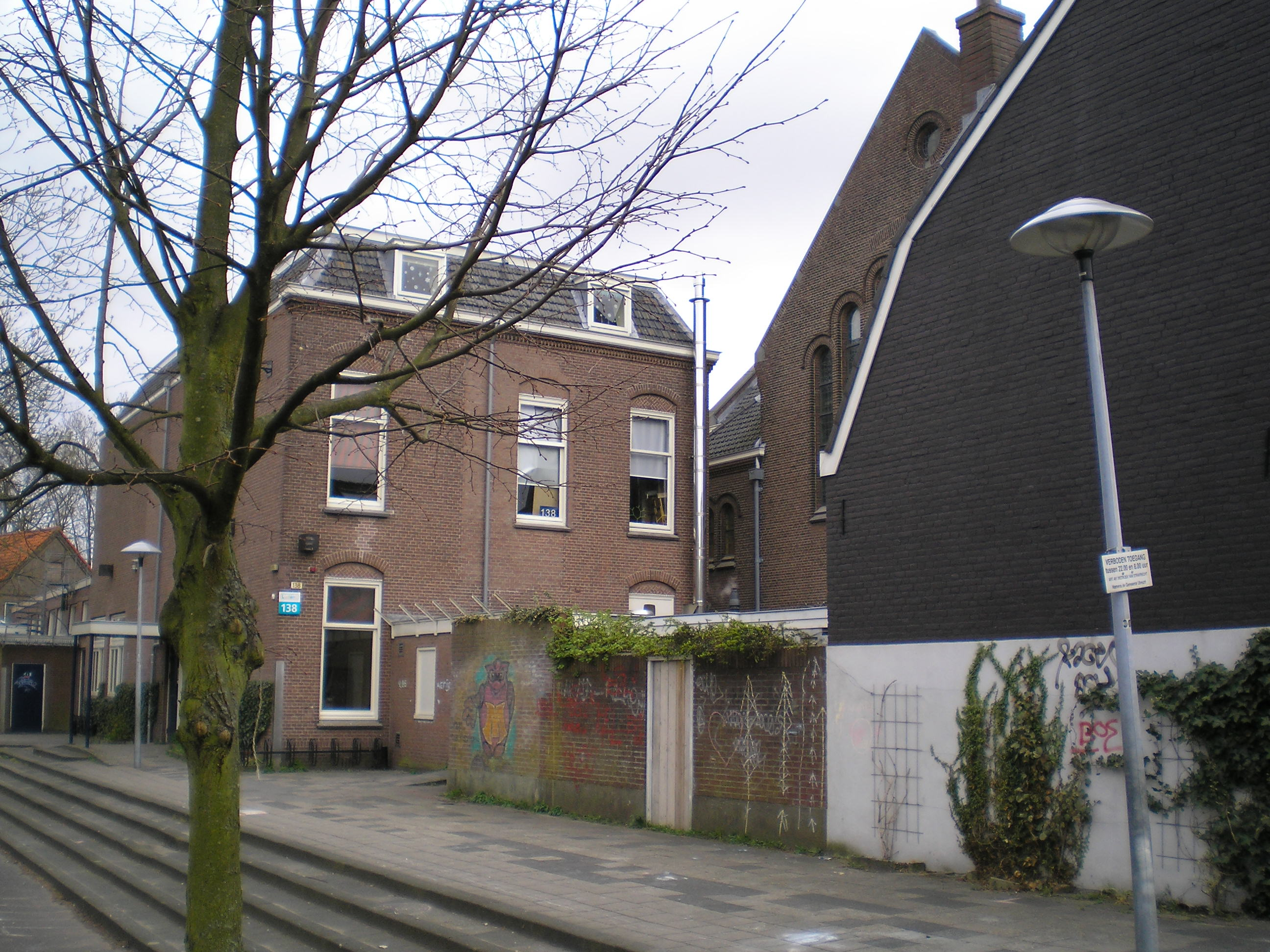
Achteraan voormalig clubgebouw De Klopper aan de Bollenhofsestraat 138. Hier kon je vroeger alleen door de poort naast de kerk komen (rechts vooraan is de zijgevel van pand nummer 134)

Historische kerkgebouwen:
Sint-Augustinuskerk · Buurkerk · Sint-Catharinakathedraal · Domkerk · Doopsgezinde kerk · Geertekerk · Jacobikerk · Jacobuskerk · Janskerk · Kerkenkruis · Lutherse Kerk · Mariakerk · Maria Minor · Nicolaïkerk · Pieterskerk · Sint-Gertrudiskathedraal · Sint-Martinuskerk · Sint-Salvatorkerk · Sint-Willibrordkerk · Westerkerk

Overige kerkgebouwen:
Adventkerk · Bethelkerk · Blijde Boodschapkerk · Gerardus Majellakerk · Heilig Hartkerk · Holy Trinity Church · H. Johannes de Doper en H. Bernarduskerk · Johanneskerk · Mattheüskerk · Nieuwe Kerk · Sint-Aloysiuskerk ·Sint-Antoniuskerk · Sint-Dominicuskerk · Sint-Gertrudiskerk · Sint-Jacobuskerk · Sint-Josephkerk · Sint-Rafaëlkerk · Stefanuskerk · Tuindorpkerk · Wederkomst des Herenkerk · Wilhelminakerk · Willem de Zwijgerkerk

Deels gesloopte kerken:
Oranjekerk

Gesloopte kerken:
Christus Koningkerk · Begijnekerk · Heilig Kruiskapel · Johannes de Doperkerk  · Julianakerk · Lucaskerk · Onze-Lieve-Vrouw-van-Goede-Raadkerk · 
Onze-Lieve-Vrouw-ten-Hemelopnemingkerk · Oosterkerk · Sint-Bernarduskerk · Sint-Dominicuskerk (Walsteegkerk) · Sint-Ludgeruskerk · Sint-Monicakerk · Sint-Nicolaaskerk · Sint-Pauluskerk · Sint-Salvatorkerk · Vaartkerk · Zuiderkerk

Voormalige kerken:
Emmaüskerk · Noorderkerk · Leeuwenbergkerk · Sint-Isidoruskerk

Lijst van kerken in Utrecht